# Тацюн Микола Васильович
Мико́ла Васи́льович Тацю́н (18 грудня 1997 — 19 червня 2022) — старший солдат підрозділу Збройних Сил України, учасник російсько-української війни, який загинув під час російського вторгнення в Україну.

## Життєпис
Народився 18 грудня 1997 року.
Мешкав у с. Шаян на Закарпатті.
Під час російського вторгнення в Україну у 2022 році воював у складі 80-ї окремої десантно-штурмової бригади. Нагороджений орденом «За мужність» ІІІ ступеня.
Загинув 19 червня 2022 року в боях з російськими окупантами (місце — не уточнено).
Похований у с. Шаян на Закарпатті.

## Нагороди
- орден «За мужність» II ступеня (4.08.2022, посмертно) — за особисту мужність і самовіддані дії, виявлені у захисті державного суверенітету та територіальної цілісності України, вірність військовій присязі[2].
- орден «За мужність» III ступеня (4.04.2022) — за особисту мужність і самовіддані дії, виявлені у захисті державного суверенітету та територіальної цілісності України, вірність військовій присязі[3].